# 프레스턴 스터지스

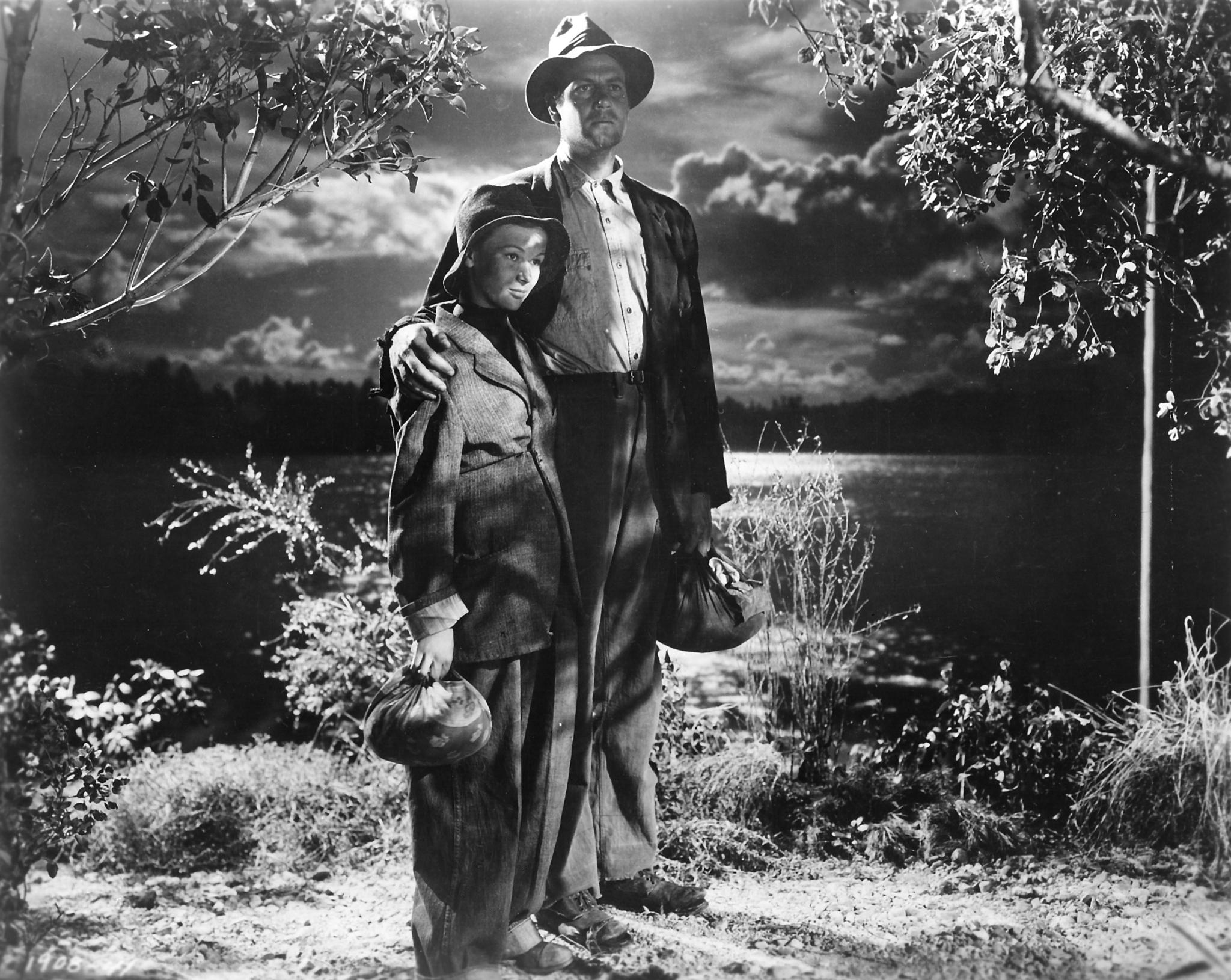

프레스턴 스터지스(Preston Sturges, 1898년 8월 29일 ~ 1959년 8월 6일)는 미국의 각본가, 영화 감독이다. 1941년에 위대한 맥긴티라는 1940년 영화 작품으로 아카데미 각본상을 수상했다.
일리노이주 시카고에서 태어났다.

## 참여 작품
- 위대한 맥긴티
- 레이디 이브
- 설리반의 여행
- 팜 비치 스토리
- 모간 크리크의 기적
- 정복 영웅의 환영